# 사리역 (사가현)
사리역(일본어: 佐里駅)은 일본 사가현 가라쓰시에 위치한 규슈 여객철도 지쿠히 선의 철도역이다. 단선 승강장 1면 1선의 구조를 갖춘 지상역이다.

## 이용 현황
| 승차 인원 추이 | 승차 인원 추이 |
| 연도           | 1일 평균       |
| -------------- | -------------- |
| 2000           | 28             |
| 2001           | 25             |
| 2002           | 20             |
| 2003           | 20             |
| 2004           | 21             |
| 2005           | 18             |
| 2006           | 13             |
| 2007           | 14             |
| 2008           | 13             |
| 2009           | 13             |
| 2010           | 11             |
| 2011           | 12             |

## 역사
- 1935년 3월 1일 : 기타큐슈 철도가 사리온센역으로서 개업.
- 1936년 : 마쓰우라 온센역으로 역명 변경.
- 1937년 10월 1일 : 국유화에 의해 사리역으로 역명 변경.
- 1941년 8월 10일 : 전국 악화에 의해 폐지.
- 1946년 6월 1일 : 부활.
- 1987년 4월 1일 : 일본국유철도 분할 민영화에 의해, 규슈 여객철도가 승계.

## 인접 역
| 지쿠히 선              | 지쿠히 선                    | 지쿠히 선            |
| ---------------------- | ---------------------------- | -------------------- |
| 니시오치 야마모토 방면 | ■ 지쿠히 선 (서부 지선 구간) | 고마나키 이마리 방면 |